# Dubrovnik bymur
Dubrovnik bymur er en bymur omkring byen Dubrovnik i det sydlige Kroatien Murene er blevet udbygget og forbedret adskillige gange i løbet af historien, og de betragtes som værende blandt de bedste forsvarsværker fra middelalderen, da de aldrig blev brudt eller erobret i denne periode.
I 1979 blev den gamle bydel i Dubrovnik, hvilket inkluderer en anseelig del af de gamle bymure, optaget på UNESCO's Verdensarvsliste.
De oprindelige bymure har sandsynligvis været en palisade af træ. Nutidens intakte bymure er opført i sten, og de blev primært etableret i 1100- til 1600-tallet. Murene har et forløb på omkring 1940 m og omkranser det meste af den gamle bydel. De har en maksimal højde på omkring 25 m. Størstedelen af den eksisterende mur blev opført i 1300- og 1400-tallet, men de blev løbende forbedret og udbygget helt op til 1600-tallet.